# Adolfów (Chorzeszów)
Adolfów – część wsi Chorzeszów w Polsce położona w województwie łódzkim, w powiecie łaskim, w gminie Wodzierady.
W latach 1975–1998 miejscowość administracyjnie należała do województwa sieradzkiego.